# Subproduto
Um subproduto é um produto secundário ou acidental resultante de um processo de fabricação, uma reação química ou uma via bioquímica. Não é o produto ou serviço primário à que se orienta a produção específica. Um subproduto pode ser útil e comercializável, ou pode ser considerado um resíduo. A produção de cana de açucar, por exemplo, tem como subproduto o bagaço, que pode ser aproveitado de muitas maneiras, como na alimentação de certos animais e fertilização, agregando valor à atividade. O aproveitamento dos subprodutos gerados depende dos cálculos de viabilidade econômica, dado os custos da adição de novos processos no empreendimento, e suas condições técnicas, como também o custo logístico resultante.
Ramos como a agroindústria são os princípais produtores de resíduos, oriundos do processamento da matéria prima, frequentemente causando sobrecarga aos sumidouros ecológicos e degradações ao ecosistemas. O processamento desses subprodutores é considerado por vezes um custo operacional, porém tem sido adotado como forma de atenuar as externalidades negativas e agregar valor à atividade. Novos processos industriais, que permitam o aproveitamente de subprodutos até então descartados, tem sido encorajados pelo setor privado e público.

## Subprodutos alimentícios
O aproveitamento de subprodutos do setor alimentício é colocado como alternativa aos graves níveis de desperdício, e também como estratégia de combate à fome através dos subprodutos adequados ao consumo humano. Hábitos alimentares são determinantes na sub-utilização de alimentos, e na subsequente geração de resíduos - o descarte das cascas das frutas, motivado pelo desconhecimento do valor nutricional concentrado ali, é um exemplo relevante do efeito dos hábitos e das noções de nutrição. Da mesma maneira, talos, folhas e sementes são apontados como ricos em nutrientes, por vezes em quantidade maior que a própria polpa, aumentando através do seu uso a qualidade nutricional das dietas.

## Principais subprodutos